# 영상 박물관
영상 박물관(영어: Museum of the Moving Image)은 뉴욕 퀸스의 애스토리아에 있는 영화와 게임 전문 박물관이다.